# Sto
Sto (arapski: 100; rimski: C) stoti je broj u skupu prirodnih brojeva N. Njegov je prethodnik 99 (devedeset devet), a sljedbenik 101 (sto jedan). Prvi je troznamenkasti broj.

## Matematika
U matematici je 100 složen broj. Deseti je po redu kvadratni broj:
{\displaystyle 100=10^{2}\,\!}.
Može se izraziti i kao:
{\displaystyle 2^{6}+6^{2}\,\!}.
Ne postoji cijeli broj x takav da vrijedi jednadžba x − φ(x) = 100.

### Harshadov broj
- {\displaystyle 100=2+3+5+7+11+13+17+19+23\,\!}
- {\displaystyle 100=1^{3}+2^{3}+3^{3}+4^{3}\,\!}

## Znanost

### Kemija
Kemijski element fermij (Fm) ima atomski broj 100.

## Ostalo

### Godine
- 100. pr. Kr.
- 100.